# Ernest Hodder-Williams
Sir Ernest Hodder-Williams (geboren 17. Februar 1873; gestorben 20. September 1941) war ein britischer Verleger und Mitinhaber des Verlagshauses Hodder & Stoughton in London. Bekannt wurde er vor allem als Verleger für die Romane von Edgar Wallace.
Im April 1919 wurde er als Knight Bachelor geadelt und 1921 als Commander des Royal Victorian Order ausgezeichnet. Zudem wurde er 1921 erst mit dem Offizierskreuz des Orden der Krone von Italien und später im selben Jahr mit dem Komturskreuz desselben Ordens ausgezeichnet.
Hodder-Williams lernte Edgar Wallace durch dessen Agenten Alexander Strahan Watt von der Agentur A.P. Watt & Son Ltd 1921 kennen. Seitdem verlegte er alle Neuerscheinungen des Schriftstellers in England und wurde damit sehr erfolgreich.